# Obersimmental
Obersimmental var fram till 31 december 2009 ett amtsbezirk i kantonen Bern, Schweiz. Obersimmental var indelat i fyra kommuner:
- Boltigen
- Lenk
- St. Stephan
- Zweisimmen